# Clive Bunker
Clive William Bunker (* 12. prosince 1946 Luton, Bedfordshire, Anglie) je bývalý bubeník britské skupiny, Jethro Tull, v letech 1967 až 1971.
Bunker opustil J. Tull v roce 1971 po vydání alba čtvrtého alba skupiny Aqualung, když se oženil. Byl nahrazen Barriemore Barlowem spolužákem Iana Andersona.
Bunker hrál ve své první kapele The Warriors v šedesátých letech. Společně s Mickem Abrahamsem později založili skupinu McGregor's Engine.
Potom, co opustil Jethro Tull, hrál s Blodwyn Pig, Jude, Aviator, Jeff Pain, Manfred Mann, Jack Bruce, Gordon Giltrap, Anna Ryder, Steve Hillage, Vikki Clayton, Solstice, Glenn Hughes a Jerry Donahue.

## Diskografie

### Sólově
- Awakening (1998) – s Ianem Andersonem a Martinem Barre.

### Jethro Tull
- This Was (1968)
- Stand Up (1969)
- Benefit (1970)
- Aqualung (1971)
- Living in the Past (1972)

### Steve Howe
- The Steve Howe Album – perkusy na Cactus Boogie

### Generation X
- Valley of the dolls – hostující hudebník

### Aviator
- Aviator (1979)
- Turbulence (1980)

### Electric Sun Uli Jon Roth
- Beyond the Astral Skies (1985)

### Blodwyn Pig
- Lies (1994)
- Pig in the Middle (1996)
- Live At The Lafayette (1997)
- The Basement Tapes (2000)
- Live At The Marquee Club London 1974 (2002)
- All Said And Done (2011)
- Pigthology (2013)

### Manfred Mann's Earth Band
- Soft Vengeance (1996)

### Solstice
- Circles (1997)
- The Cropredy Set (2002)

### Beggar's Farm
- Diving in the Past (2005)
- Itullians (2007) – s ex-Jethro Tull členy Mickem Abrahamsem (kytara), Jonathan Noyce (baskytara) a Bernardo Lanzetti (zpěv).